# García Moreno (Cotacachi)
García Moreno es una parroquia perteneciente al cantón Cotacachi ubicada en la Zona de Intag.

## Historia
Esta es la parroquia civil más occidental del Cantón y fue creada el 17 de agosto de 1939. Sus dominios comprenden los caseríos El Progreso, la Perla del Guayllabamba, Santa Alicia, San Gabriel, Cerro Pelado, Junín, Chontal, Chalguayacu, El Corazón, Magdalena, Mandariacu y otros. Cadau no de ellos están dotados de escuelas. 
La cebolla, la caña de azúcar y todas las frutas de clima cálido se producen en esta inmensa extensión de su jurisdicción. La plaza de la parroquia tiene 80 metros de largo por 30 de ancho.

## El Chontal
Este sector es otra de las perspectivas futuras de desarrollo agrícola por la bondad de sus tierras, con un clima típicamente tropical y húmedo. Sus tres recintos se denominan Chontal alto, Chontal medio y Chontal bajo. Este último está al borde del río Guayllabamba y los tres se acogen a las riberas del río Chontal, que baja desde la Cordillera de Toisán.

## Ubicación y Límites
La Parroquia de García Moreno se encuentra limitada al Norte por la Cordillera de Toisán, al Sur por Río Guayllabamba, al Este por Río Aguagrum y al Oeste por la Provincia de Esmeraldas. 

## Generalidades
La Parroquia de García Moreno está conformado por 42 Caseríos o comunidades, algunos de ellos jurídicos: Barcelona, Cerro Pelado, Barcelona , Cielo Verde, Chalguayaco Alto, Chalguayaco Bajo, Chontal Alto, Diez de Agosto, El Chontal Bajo, El Palmal, El Paraíso, El Progreso, El Rosal, Grupo Independiente, Junín, La Armenia, La Delicia, La Magnolia, Las Golondrinas, Llurimaguas, Magdalena Alto, Magdalena Bajo, Manduriaco Chico, Manduriaco Grande, Perla del Guayllabamba, Río Verde, San Lorenzo, San Roque, Santa Alicia, Siempre Unidos, Villa Dorita; Limones, Magnolia, Santa Rosal, La Playa, San Roque, Brilla Sol, , Río Verde, Paraíso, El Corazón, Pueblo Unido, etc.

## Límites
El diferendo territorial que existía por un importante sector como es Las Golondrinas, el mismo fue resuelta su situación geográfico-administrativa mediante consulta popular realizada el 3 de abril de 2016, en la cual la opción por la provincia de Imbabura fue la triunfadora con el 58,30% de los votos válidos, datos entregados por el Consejo Nacional Electoral. Cabe indicar que dicho proceso eleccionario contó con una amplia participación de observadores electorales nacionales y extranjeros, lo cual evidenció la pulcritud de los resultados, de manera que pese a la inconformidad de la opción de la provincia de Esmeraldas que resultó perdedora con el 41,70% de los votos válidos, sus apelaciones ni siquiera fueron admitidas a trámite por el Consejo Nacional Electoral.
Producto de esa consulta popular y una vez que fueron oficializados los resultados y publicados en el Registro Oficial n.º 765 del 31 de mayo de 2016, el presidente de la República envió a la Asamblea Nacional el "Proyecto de Ley que Fija el Límite Territorial entre las Provincias de Esmeraldas e Imbabura en la Zona Denominada Las Golondrinas", el mismo que fue tramitado por el legislativo, siendo discutido y aprobado con 85 votos a favor (dato curioso es que la única legisladora que votó en contra de dicho proyecto de ley, fue Mae Montaño), fue sancionado por el presidente de la República y publicada la nueva Ley en el Registro Oficial n.º 999 del 8 de mayo de 2017, con lo cual el sector de Las Golondrinas es legalmente territorio de la provincia de Imbabura, cantón Cotacachi, parroquia García Moreno; y, el diferendo limítrofe que por décadas se había mantenido, llegó a su final de forma definitiva mediante la participación democrática del pueblo.
Su extensión asciende a 682,4 km², constituyéndose en la parroquia de mayor extensión territorial del Cantón.

## Distancias
Desde García Moreno
LUGAR (A)
- Cotacachi

Por Selva Alegre: 96,4 km.
Por Apuela : 107 km.
Tiempo en bus de 4-5 horas.
- Ibarra

Por Selva Alegre: 114 km.
Por Apuela : 125 km.
- Otavalo

Por Selva Alegre: 89 km.
- Vacas Galindo

57 km.
- Peñaherrera

62,1 km.
- Plaza Gutiérrez

66,9 km.
- Cuellaje

71,2 km.
- Apuela

69 km.

## Altitud y clima
La cabecera parroquial de García Moreno se encuentra a una altitud de 1.490 m s. n. m.  En general la zona está entre los 500 hasta 1.900 m s. n. m.
El clima es subtropical, con abundantes lluvias en la época del invierno (enero – marzo), temperatura promedio de 25 grados centígrados .

## Hidrografía
Garcia Moreno tiene importantes ríos, se forma el río Intag, que confluye con el Guallabamba, de las estribaciones de montaña están los ríos Chalguayacu, Chontal, Magdalena , rio verde, entre otros.

## Comunidades
- Barcelona
- Cerro Pelado
- Cielo Verde
- Cuchilla Marín
- Chalguayaco Alto
- Chalguayaco Bajo
- Chontal Alto
- 10 de Agosto
- El Chontal Bajo
- El Palmar
- El Paraíso
- El Progreso
- El rosal
- Grupo Independiente
- Junín
- La Armenia
- La Delicia
- La Magnolia
- Las Golondrinas
- Llurimaguas
- Magdalena Alto
- Magdalena Bajo
- Manduriaco Chico
- Manduriaco grande
- Perla del Guayllabamba
- Rio Verde
- San Lorenzo
- San Roque
- Santa Alicia
- Siempre Unidos
- Villa Dorita

- Datos: Q20617776
- Multimedia: García Moreno (Cotacachi) / Q20617776